# Heliophila variabilis
Heliophila variabilis är en korsblommig växtart som beskrevs av William John Burchell och Dc. Heliophila variabilis ingår i släktet solvänner, och familjen korsblommiga växter. Inga underarter finns listade i Catalogue of Life.